# 费恩夏普足球俱乐部
费恩竖琴足球俱乐部是位于愛爾蘭多尼戈尔郡巴利博菲的足球會，成立于1954年，现参加爱尔兰足球甲级联赛。俱乐部主场为费恩公園球场。隊名源自流經巴利博菲的芬河，以及愛爾蘭的傳統象徵豎琴。

## 成就
俱樂部主要荣誉为1973—74赛季爱尔兰足协杯冠军和2004年甲級聯賽冠軍。他們還曾于1999年打入足协杯決賽，面对布雷流浪者足球俱乐部连续两次战平，在第二次重賽中以1:2告負。